# نامور (كيبك)
نامور (بالإنجليزية: Namur, Quebec)‏ هي بلدية محلية في كيبيك تقع في كندا في Papineau Regional County Municipality. يقدر عدد سكانها بـ 596 نسمة ومساحتها 58.10 كم2 .